# Сантос (Кот-д’Ор)
Санто́с (фр. Santosse) — коммуна во Франции, находится в регионе Бургундия. Департамент коммуны — Кот-д’Ор. Входит в состав кантона Ноле. Округ коммуны — Бон.
Код INSEE коммуны — 21583.

## Население
Население коммуны на 2010 год составляло 49 человек.
| 1962 | 1968 | 1975 | 1982 | 1990 | 1999 | 2010 |
| ---- | ---- | ---- | ---- | ---- | ---- | ---- |
| 70   | 69   | 54   | 39   | 42   | 38   | 49   |

## Экономика
В 2010 году среди 34 человек трудоспособного возраста (15—64 лет) 25 были экономически активными, 9 — неактивными (показатель активности — 73,5 %, в 1999 году было 47,8 %). Из 25 активных жителей работали 25 человек (14 мужчин и 11 женщин), безработных не было. Среди 9 неактивных 2 человека были учениками или студентами, 5 — пенсионерами, 2 были неактивными по другим причинам.